# 沃爾夫斯克雷普鎮區 (北卡羅萊納州杜普林縣)
沃爾夫斯克雷普鎮區（英語：Wolfscrape Township）是位於美國北卡羅萊納州杜普林縣的一個鎮區。

## 地方資料
沃爾夫斯克雷普鎮區的面積為134.42平方千米，皆為陸地。根據2020年美國人口普查的數據，當地共有人口2219人，而人口密度為每平方千米16.51人。